# جاي جاي وليامز
جاي جاي وليامز (1 أبريل 1948 - 29 أكتوبر 2020)، هو لاعب اتحاد الرغبي بريطاني، ولد في ويلز في المملكة المتحدة.

## وصلات خارجية
- جاي جاي وليامز عل موقع إسبنسكروم (الإنجليزية)